# Stowarzyszenie Sportów Elektronicznych
Stowarzyszenie Sportów Elektronicznych (posługujące się nazwą w języku angielskim Esports Association, w skrócie ESA) – organizacja pozarządowa założona 18 sierpnia 2016 w Katowicach.
Stowarzyszenie zostało zarejestrowane w KRS 9 listopada 2016.

## Misja
Celem stowarzyszenia jest popularyzacja i profesjonalizacja sportów elektronicznych w Polsce skupiając się na rozwoju inicjatyw oddolnych.
Organizacja wyznaczyła sobie pięć celów statutowych:
- propagowanie i rozwój e-sportu
- szkolenie e-sportowe
- współzawodnictwo e-sportowe
- wychowanie przez e-sport
- profilaktyka e-sportowa

W swoich działaniach członkowie stowarzyszenia promują e-sport jako pretekst do wszechstronnego rozwoju kompetencji zawodowych wśród młodych ludzi.

## Działalność

### Rok 2016
Zebranie założycielskie stowarzyszenia odbyło się 18 sierpnia 2016. Prezesem zarządu wybrany został Łukasz Trybuś, były zawodnik drużyny Creative Fear Factory X-Fi w Call of Duty 4, a obecnie przedsiębiorca i właściciel Katowice Gaming House.
ESA zainaugurowała swoją działalność 18 listopada 2016 organizując konferencję prasową w Urzędzie Miasta w Katowicach. Poza członkami zarządu stowarzyszenia wziął w niej udział także wiceprezydent Katowic Waldemar Bojarun.

### Rok 2017
Z początkiem 2017 roku organizacja rozpoczęła publikację „Biuletynu e-sportowego”. Czasopismo ma wyjaśniać podstawowe zagadnienia dotyczące sportów elektronicznych oraz przybliżać ciekawe inicjatywy z nim związane. Jak dotąd ukazały się 4 numery biuletynu.
2 marca 2017 w katowickiej restauracji Królestwo stowarzyszenie zorganizowało I Ogólnopolski Kongres Sportów Elektronicznych (OKSE). Konferencja miała na celu stworzyć przestrzeń do dyskusji i wymiany doświadczeń na temat rozwoju branży e-sportowej wśród przedstawicieli środowisk naukowych, administracyjnych i biznesowych. Wśród 19 prelegentów znalazł się m.in. Chester King z British Esports Association.
12 maja 2017 organizacja podpisała porozumienie o współpracę z Uniwersytetem Śląskim i AZS UŚ. Celem było stworzenie jakościowej edukacji e-sportowej oraz dalsze propagowanie e-sportu jako możliwości wszechstronnego rozwoju młodych ludzi. Pierwszym wspólnie zorganizowanym wydarzeniem był turniej EduEsportCup, który odbył się w auli rektoratu Uniwersytetu. Dzięki wsparciu merytorycznemu uczelni stowarzyszenie opracowało autorski program nauczania traktujący sport elektroniczny jako platformę komunikacji oraz element funkcjonowania w społeczeństwie informacyjnym dla szkół średnich. Porozumienie poskutkowało także stworzeniem sekcji e-sportowej w AZS UŚ.
1 i 2 grudnia 2017 stowarzyszenie zarządzało strefą Esport Point podczas Śląskiego Festiwalu Nauki KATOWICE 2017, który odbył się na terenie Międzynarodowego Centrum Kongresowego. Pierwszego dnia miały miejsce finały drugiej edycji turnieju EduEsportCup z udziałem uczniów szkół średnich i studentów. Dzień później w strefie Esport Point odbyły się panele dyskusyjne i mecz pokazowy z udziałem m.in. twórcy internetowego Patryka „ROJO” Rojewskiego i zawodników hokejowej sekcji GKS Katowice.

### Rok 2018
ESA została nominowana w plebiscycie Polish Esports Awards w kategorii „E-sportowa inicjatywa roku 2017”.
28 lutego i 1 marca 2018 w Galerii Rondo Sztuki i restauracji Królestwo stowarzyszenie zorganizowało II Ogólnopolski Konres Sportów Elektronicznych. Istotą kongresu było powiązanie procesów rozwojowych w biznesie z sektorem edukacyjnym i administracją, a także zainteresowanie młodych ludzi branżą IT, nowymi technologiami i mediami w celu zwiększenia liczby specjalistów w systemie gospodarczym. W wydarzeniu wzięło udział 30 prelegentów z 8 krajów świata i przeprowadzono łącznie 13 prelekcji i paneli dyskusyjnych. Podczas konferencji organizatorzy zapowiedzieli stworzenie akademickich rozgrywek Edu Esports League, które staną się integralną częścią międzynarodowych struktur University Esports Masters.
10 marca 2018 przedstawiciele stowarzyszenia wzięli udział w International Collegiate Summit 2018 organizowanym przez firmę Twitch w Londynie.
7 kwietnia 2018 wystartował inauguracyjny sezon Edu Esports League – ogólnopolskich rozgrywek akademickich w League of Legends organizowanych przez ESA. Spośród 16 rywalizujących reprezentacji uczelni wyższych do turnieju finałowego zakwalifikowały się drużyny Politechniki Wrocławskiej, Wojskowej Akademii Technicznej, Politechniki Gdańskiej i Politechniki Śląskiej. Zwycięzcą została reprezentacja Politechniki Wrocławskiej, która tym samym zakwalifikowała się na finały University Esprots Masters na Teneryfie.
Stowarzyszenie otrzymało dofinansowanie od Ministerstwa Kultury i Dziedzictwa Narodowego w ramach projektu rozwoju sektorów kratywnych na realizację zadania „Kompleksowy rozwój polskiej branży e-sportowej – edukacja, profesjonalizacja i włączenie w struktury międzynarodowe”.
W roku akademickim 2018/2019 AWF Katowice w ramach studiów podyplomowych otworzył kierunek „Zarządzanie e-sportem”, na którym jednym z wykładowców jest Łukasz Trybuś, prezes stowarzyszenia.
25 października 2018 wystartował kolejny sezon Edu Esports League, w którym rywalizacja poza League of Legends toczy się także w Counter-Strike: Global Offensive.
Stowarzyszenie reprezentuje Polskę w strukturach International Esports Federation.